# Mimar Sinan

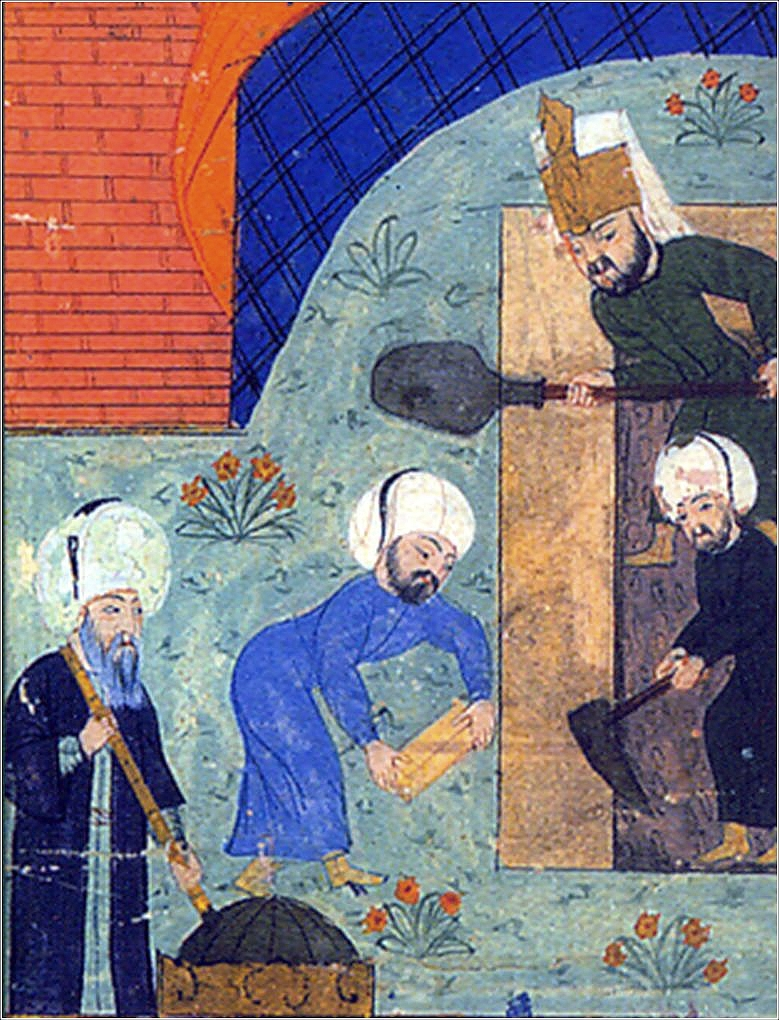
Có thể là Mimar Sinan (trái) ở lăng sultan Süleyman I năm 1566

Koca Mi'mār Sinān Āġā, (Tiếng Thổ Ottoman: قوجو معمار سنان آغا) Arkitekt Sinani (tiếng Albania), Mimar Sinan (tiếng Thổ Nhĩ Kỳ)(15 tháng 4 năm 1489 – 9 tháng 4 năm 1588) là kiến trúc sư trưởng của Ottoman (tiếng tiếng Thổ Nhĩ Kỳ: mimar) và kỹ sư xây dựng cho các quốc vương Suleiman I, Selim II và Murad III. Được biết đến với cái tên Koca Mi'mâr Sinân Âğâ, "Sinan Agha the Grand Architect", ông chịu trách nhiệm xây dựng hơn 300 công trình kiến trúc lớn và các dự án khác khiêm tốn hơn, chẳng hạn như trường học. Những học trò của ông sau này thiết kế Nhà thờ Hồi giáo Sultan Ahmed ở Istanbul và Stari Most ở Mostar.
Là con trai của một thợ đá, Sinan được học kỹ thuật và trở thành một kỹ sư quân sự. Ông thăng tiến nhanh chóng qua các cấp bậc để trở thành sĩ quan đầu tiên và cuối cùng là chỉ huy Janissary, với danh hiệu kính trọng là ağa. Sinan trau dồi kỹ năng kiến trúc và kỹ thuật của mình khi tham gia chiến dịch với Janissaries, trở thành chuyên gia xây dựng các loại công sự, cũng như các dự án cơ sở hạ tầng quân sự, chẳng hạn như đường xá, cầu cống và hệ thống dẫn nước. Vào khoảng năm mươi tuổi, ông được bổ nhiệm làm kiến trúc sư trưởng của hoàng gia, áp dụng các kỹ năng kỹ thuật mà ông có được trong quân đội để "tạo ra các tòa nhà tôn giáo đẹp" và các công trình kiến trúc dân sự các loại. Ông giữ cương vị này trong gần năm mươi năm.
Kiệt tác của ông là Nhà thờ Hồi giáo Selimiye ở Edirne, mặc dù công trình nổi tiếng nhất của ông là Nhà thờ Hồi giáo Suleiman ở Istanbul. Ông đứng đầu một bộ phận rộng lớn của chính phủ và đào tạo nhiều trợ lý, những người lần lượt tạo nên sự khác biệt cho mình, trong đó có Sedefkar Mehmed Agha, kiến trúc sư của Nhà thờ Hồi giáo Sultan Ahmed. Ông được coi là kiến trúc sư vĩ đại nhất của thời kỳ cổ điển của kiến trúc Ottoman và được so sánh với Michelangelo, người cùng thời với ông ở phương Tây. Michelangelo và kế hoạch của ông cho Vương cung thánh đường Thánh Peter ở Rome đã được biết đến nhiều ở Istanbul, kể từ khi Leonardo da Vinci và ông lần lượt được mời vào năm 1502 và 1505, bởi Sublime Porte để đệ trình kế hoạch cho một cây cầu bắc qua Golden Horn. Các công trình của Mimar Sinan là một trong những công trình có ảnh hưởng nhất trong lịch sử.

## Tuổi thơ và nền tảng

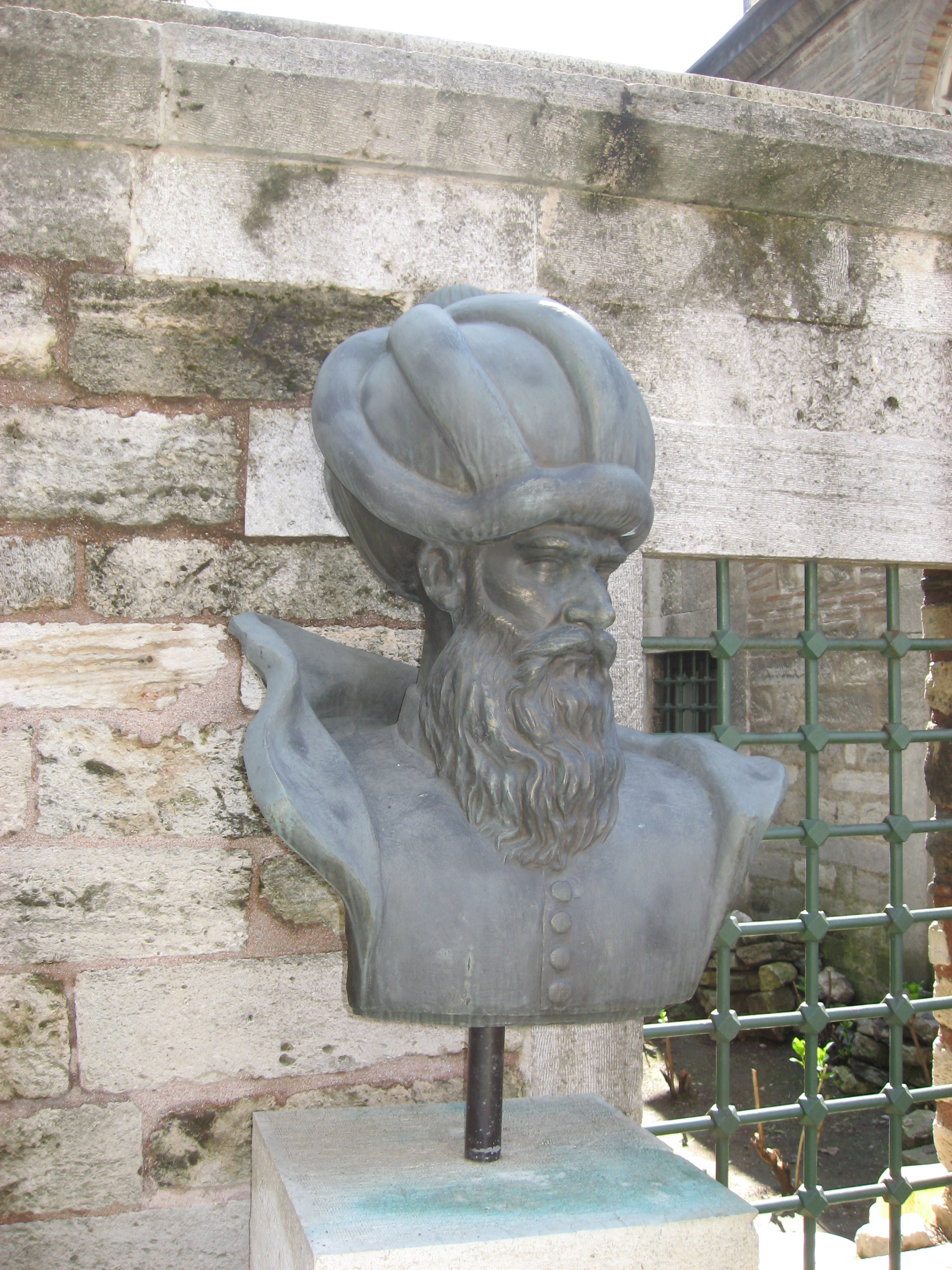
Bức tượng bán thân của Mimar Sinan ở Istanbul

Theo nhà viết tiểu sử đương thời, Mustafa Sâi Çelebi, Sinan sinh năm 1489 (khoảng 1490 theo Encyclopædia Britannica, 1491 theo Từ điển Kiến trúc Hồi giáo và khoảng thời gian từ 1494 đến 1499, theo giáo sư và kiến trúc sư người Thổ Nhĩ Kỳ. Reha Günay)  với tên Joseph. Ông sinh ra là một người Armenia, Cappadocian Greek,   Albanian, hoặc một người Thổ theo đạo Cơ đốc  tại một thị trấn nhỏ tên là Ağırnas gần thành phố Kayseri ở Anatolia (như đã nêu trong lệnh của Sultan Selim II). Theo Encyclopædia Britannica, Sinan có nguồn gốc Armenia hoặc Hy Lạp. Một lập luận cho thấy sự tin cậy đối với nền tảng người Armenia hoặc Hy Lạp của ông là sắc lệnh của Selim II đề ngày Ramadan 7 981 (khoảng 30 tháng 12 năm 1573), cho phép Sinan yêu cầu tha thứ và giải thoát cho người thân của mình khỏi cuộc lưu đày chung của Kayseri. Cộng đồng người Armenia đến đảo Síp; trong khi Godfrey Goodwin tuyên bố rằng "sau cuộc chinh phục Síp của Ottoman vào năm 1571, khi Selim II quyết định tái định cư hòn đảo bằng cách chuyển các gia đình Rum (Cơ đốc giáo chính thống) khỏi Karaman Eyalet, Sinan đã thay mặt gia đình ông can thiệp và đã nhận được hai lệnh từ Sultan trong hội đồng miễn trục xuất họ. " 
Theo một số học giả, điều này có nghĩa là gia đình của ông là người Hy Lạp Cappadocia vì những người Cơ đốc giáo (Rums) Chính thống giáo duy nhất trong vùng là người Hy Lạp. 
Theo Herbert J. Muller, ông "dường như là một người Armenia."  Lucy Der Manuelian của Đại học Tufts gợi ý rằng "Sinan có thể được xác định là người Armenia thông qua một tài liệu trong kho lưu trữ của hoàng gia và các bằng chứng khác." 
Một số học giả đã trích dẫn nguồn gốc Albania có thể có của Sinan. Theo học giả người Anh Percy Brown và học giả Ấn Độ Vidya Dhar Mahajan, Hoàng đế Babur của Mughal rất không hài lòng với quy hoạch và kiến trúc địa phương của Ấn Độ, vì vậy ông đã mời "một số học trò của kiến trúc sư hàng đầu Ottoman Sinan, thiên tài người Albania, thực hiện. đồ án kiến trúc của mình. ".
Sinan trưởng thành bằng việc giúp đỡ cha mình trong công việc, và vào thời điểm ông nhập ngũ thì Sinan đã có một nền tảng tốt về thực tiễn của công việc xây dựng. Có ba hồ sơ ngắn gọn (Văn bản ẩn danh; Kiệt tác kiến trúc; Sách về kiến trúc) trong thư viện của Cung điện Topkapı, do Sinan viết cho người bạn và người viết tiểu sử Mustafa Sâi Çelebi của ông. Trong những bản thảo này, Sinan tiết lộ một số chi tiết về tuổi trẻ và cuộc đời binh nghiệp của mình. Cha của ông được gọi là "Abdülmennan" (nghĩa đen là " Tôi tớ của Đấng hào phóng và nhân từ "), một danh hiệu thường được sử dụng trong thời kỳ Ottoman để xác định người cha không theo đạo Hồi của một người con theo đạo Hồi.

## Sự nghiệp quân sự
Năm 1512, Sinan được nhập ngũ phục vụ Ottoman theo hệ thống devshirme.  Ông được gửi đến Constantinople để được đào tạo thành một sĩ quan của Quân đoàn Janissary và cải sang đạo Hồi. Ông quá già để được nhận vào Trường Enderun của hoàng gia ở Cung điện Topkapı nhưng thay vào đó ông được gửi đến một trường phụ trợ. Một số ghi chép cho rằng ông có thể đã phục vụ Grand Vizier Pargalı İbrahim Pasha khi còn là một tân sinh viên của Trường Ibrahim Pasha. Có thể, ông đã được đặt tên Hồi giáo Sinan ở đó. Ban đầu, ông học nghề mộc và toán học nhưng nhờ phẩm chất trí tuệ và tham vọng của mình, ông đã sớm giúp đỡ các kiến trúc sư hàng đầu và được đào tạo trở thành kiến trúc sư.
Trong sáu năm tiếp theo, Sinan cũng được đào tạo để trở thành một sĩ quan Janissary (acemioğlan). Theo một số nguồn tin, ông có thể tham gia cùng Selim I trong chiến dịch quân sự cuối cùng của mình, Rhodes, nhưng khi Sultan qua đời, dự án này đã kết thúc. Hai năm sau, Sinan chứng kiến cuộc chinh phục Belgrade. Dưới thời nhà vua mới, Suleiman I, ông đã có mặt, với tư cách là một thành viên của Đội kỵ binh hộ gia, trong trận Mohács. Ông được thăng chức đội trưởng Đội cận vệ Hoàng gia và sau đó được trao quyền chỉ huy Quân đoàn Thiếu sinh quân. Sau đó, Sinan đóng quân tại Áo, nơi ông chỉ huy Orta số 62 của Quân đoàn Súng trường. Ông trở thành một bậc thầy về bắn cung, đồng thời là một kiến trúc sư, tìm hiểu điểm yếu của các cấu trúc khi bắn hạ chúng. Năm 1535, ông tham gia chiến dịch Baghdad với tư cách là sĩ quan chỉ huy của Đội cận vệ Hoàng gia. Năm 1537, ông đã thực hiện các cuộc thám hiểm đến Corfu và Apulia và Moldavia.
Trong các chiến dịch này, ông đã chứng tỏ mình là một kiến trúc sư và kỹ sư có năng lực. Khi quân đội Ottoman chiếm được Cairo, Sinan được thăng chức làm kiến trúc sư trưởng và được đặc quyền phá bỏ bất kỳ tòa nhà nào trong thành phố bị chiếm không theo quy hoạch của thành phố.   Trong chiến dịch ở phía Đông, ông đã hỗ trợ xây dựng hệ thống phòng thủ và cầu, chẳng hạn như cầu bắc qua sông Danube. Ông đã chuyển đổi các nhà thờ thành nhà thờ Hồi giáo. Trong chiến dịch Ba Tư năm 1535, ông đã đóng tàu cho quân đội và pháo binh để vượt qua Hồ Van. Vì vậy, Sinan đã được trao danh hiệu Haseki'i, Sergeant-at-Arms trong đội cận vệ của Sultan, một cấp bậc tương đương với Janissary Ağa.
Khi Chelebi Lütfi Pasha trở thành Grand Vizier vào năm 1539, ông đã bổ nhiệm Sinan, người trước đây đã phục vụ dưới quyền của mình, vào văn phòng Kiến trúc sư của Nơi ở của Felicity. Đây là sự khởi đầu của một sự nghiệp đáng chú ý. Công việc này đòi hỏi sự giám sát xây dựng cơ sở hạ tầng và dòng chảy cung cấp trong Đế chế Ottoman. Ông cũng chịu trách nhiệm thiết kế và xây dựng các công trình công cộng, chẳng hạn như đường xá, công trình thủy và cầu. Qua nhiều năm, ông đã chuyển văn phòng của mình thành Văn phòng Kiến trúc sư của Đế chế, một cơ quan chính phủ phức tạp, có quyền lực lớn hơn cả bộ trưởng giám sát của mình. Sinan trở thành người đứng đầu của cả một Quân đoàn kiến trúc sư, đào tạo một đội ngũ trợ lý, cấp phó và học sinh.

## Công trình
Quá trình đào tạo của ông như một kỹ sư quân đội đã cho Sinan một cách tiếp cận thực nghiệm đối với kiến trúc hơn là lý thuyết. Nhưng điều tương tự cũng có thể nói về các kiến trúc sư vĩ đại của thời Phục hưng phương Tây, chẳng hạn như Brunelleschi và Michelangelo.
Nhiều nguồn khác nhau nói rằng Sinan là kiến trúc sư của ít nhất 374 công trình kiến trúc trong đó có 92 nhà thờ Hồi giáo; 52 nhà thờ Hồi giáo nhỏ (mescit); 55 trường thần học (medrese); 7 trường học dành cho những người đọc kinh Koran (darülkurra); 20 lăng tẩm (türbe); 17 bếp ăn công cộng (imaret); 3 bệnh viện (darüşşifa); 6 cầu máng; 10 cây cầu; 20 caravanserais; 36 cung điện và dinh thự; 8 hầm chứa; và 48 phòng tắm. Sinan giữ vị trí kiến trúc sư trưởng của cung điện, có nghĩa là người giám sát tất cả các công việc xây dựng của Đế chế Ottoman, trong gần 50 năm, làm việc với một đội ngũ trợ lý lớn bao gồm các kiến trúc sư và các nhà xây dựng bậc thầy.

Các giai đoạn phát triển và trưởng thành trong sự nghiệp của Sinan có thể được minh họa bằng ba tác phẩm lớn. Hai trong số này đầu tiên là ở Istanbul: Nhà thờ Hồi giáo Şehzade, mà ông gọi là công trình trong thời kỳ học việc của mình và Nhà thờ Hồi giáo Süleymaniye, là công trình trong giai đoạn kiểm tra trình độ của ông. Nhà thờ Hồi giáo Selimiye ở Edirne là sản phẩm của giai đoạn bậc thầy của ông.

Sinan's major works
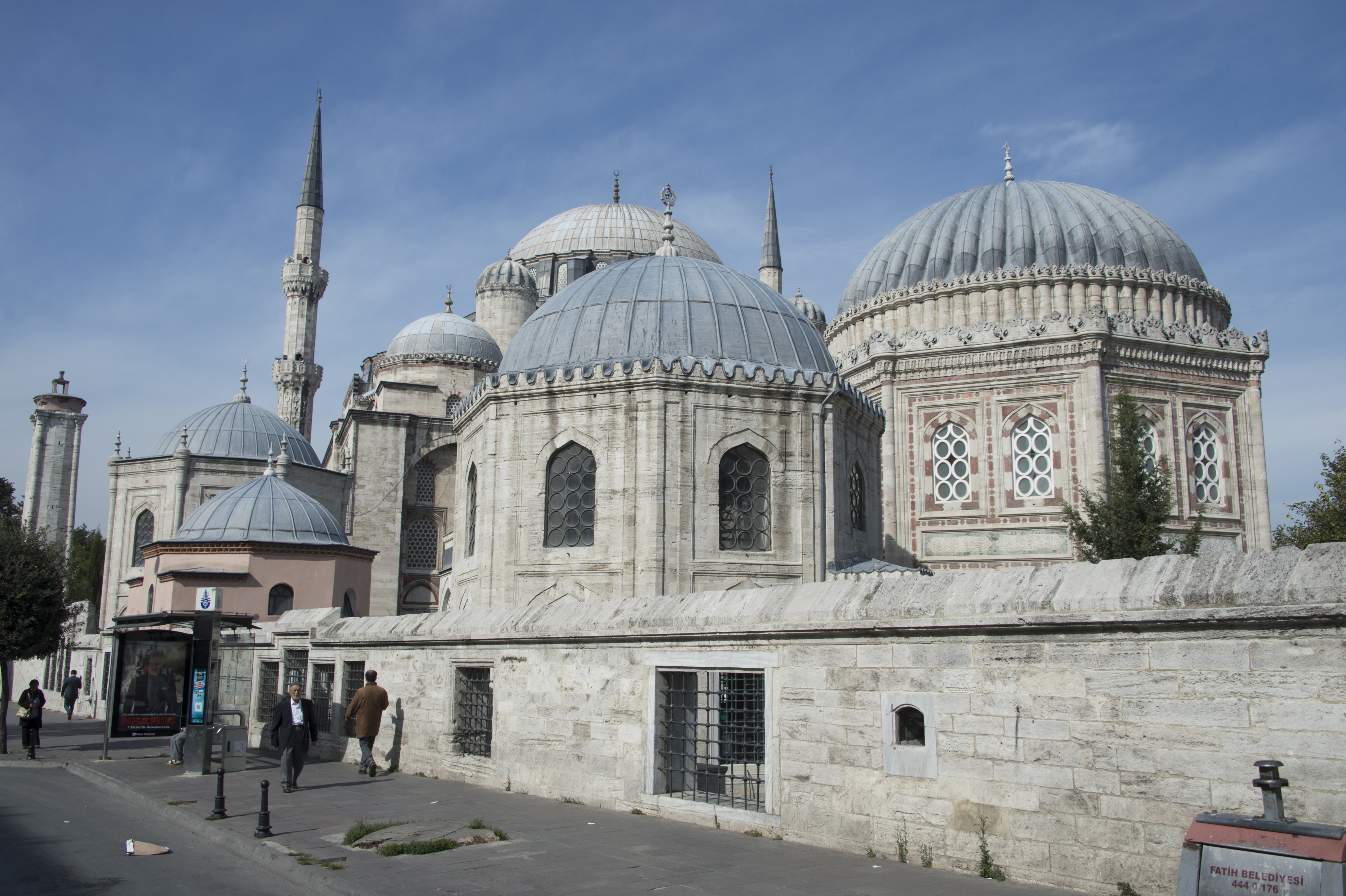
Nhà thờ Hồi giáo Şehzade - Istanbul
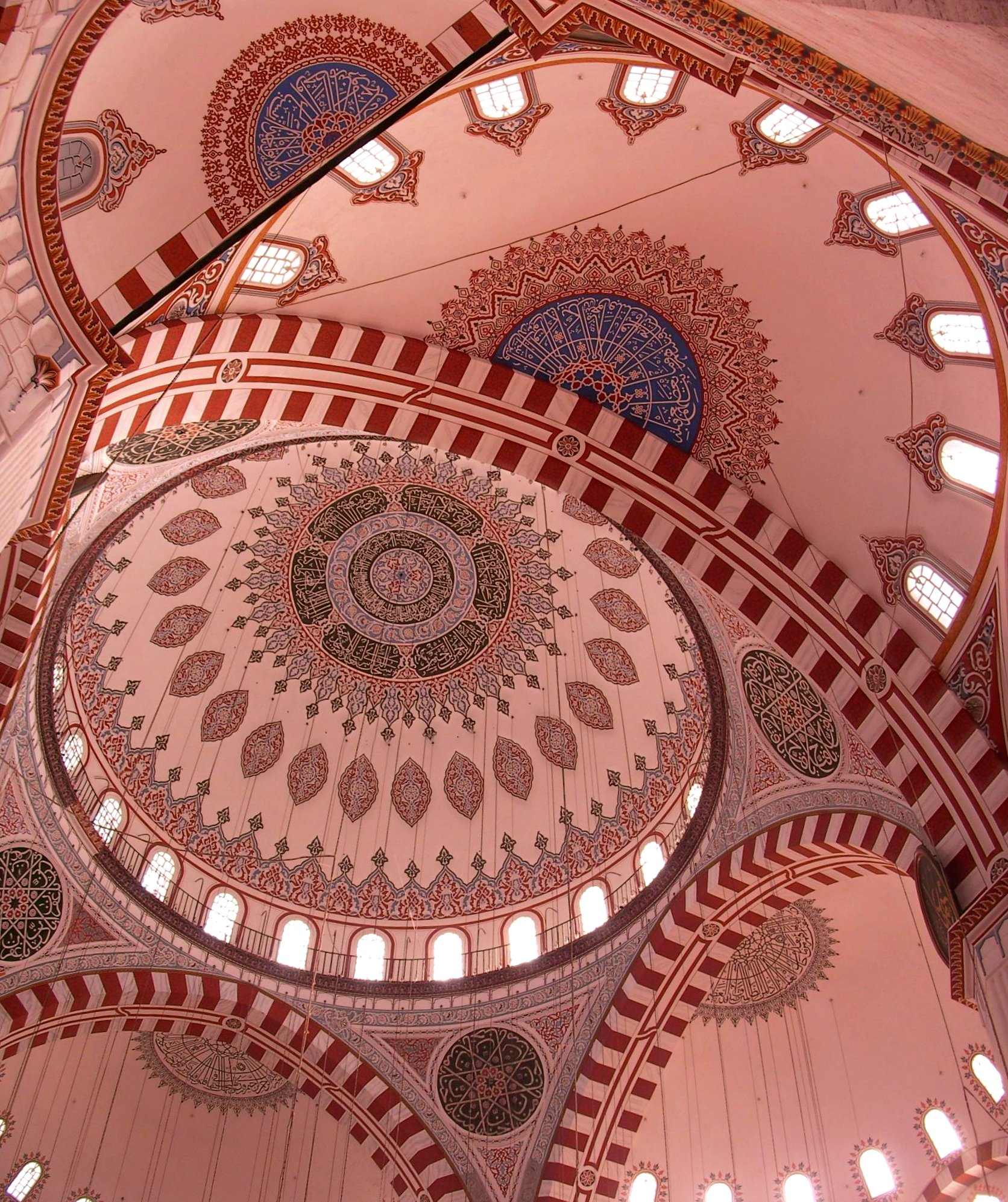
Nội thất nhà thờ Hồi giáo Şehzade
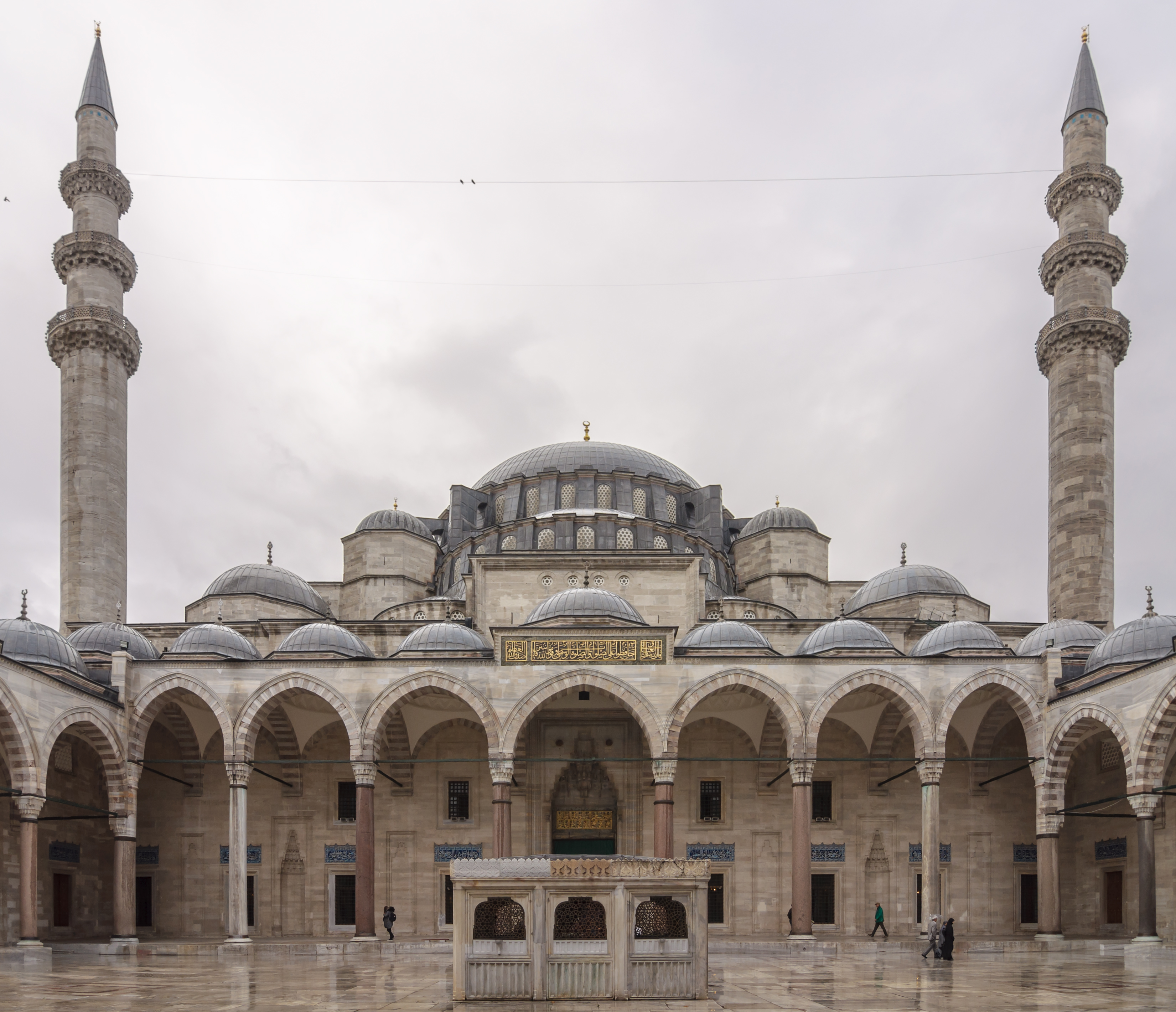
Nhà thờ Hồi giáo Süleymaniye - Istanbul
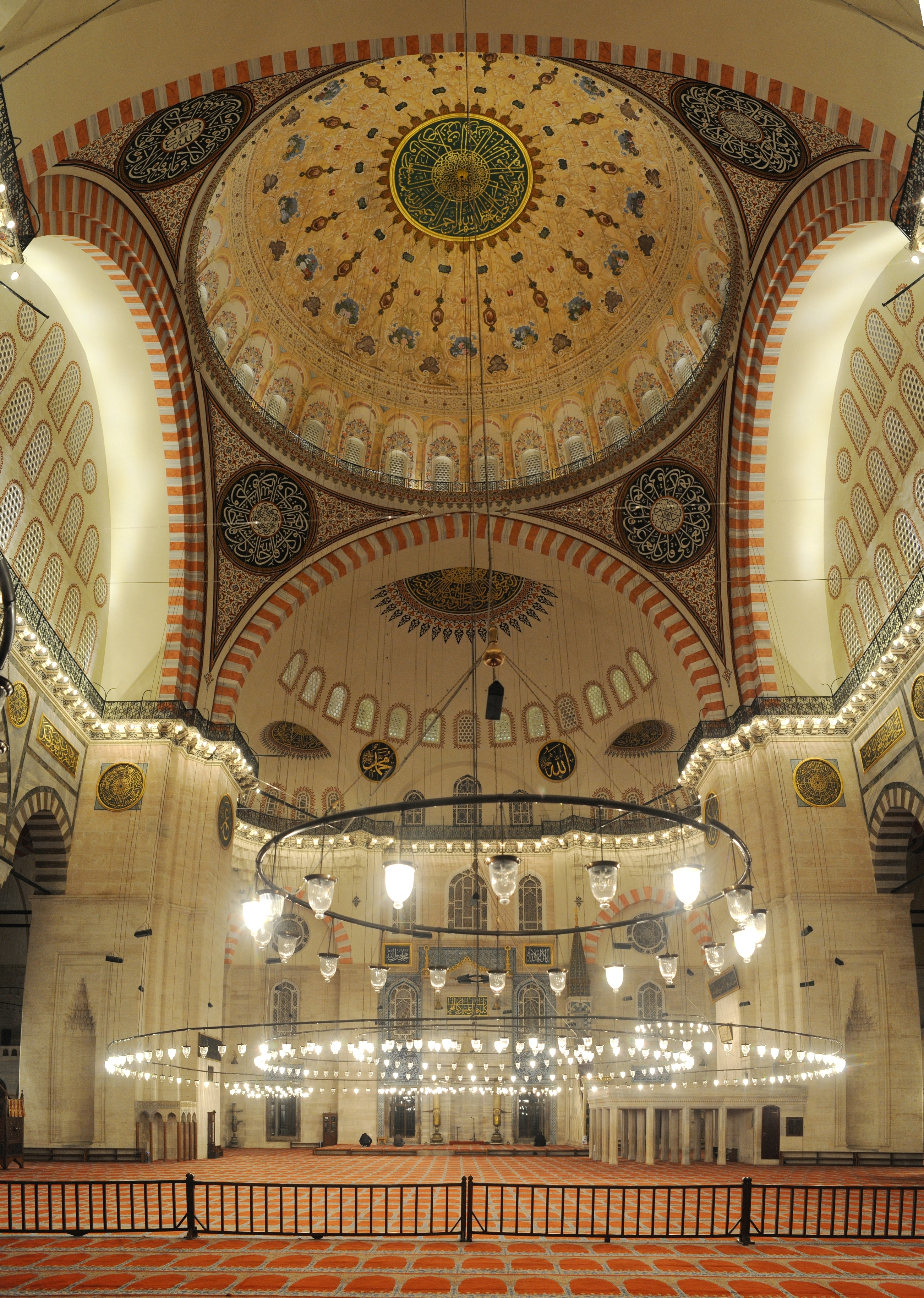
Nội thất nhà thờ Hồi giáo Süleymaniye
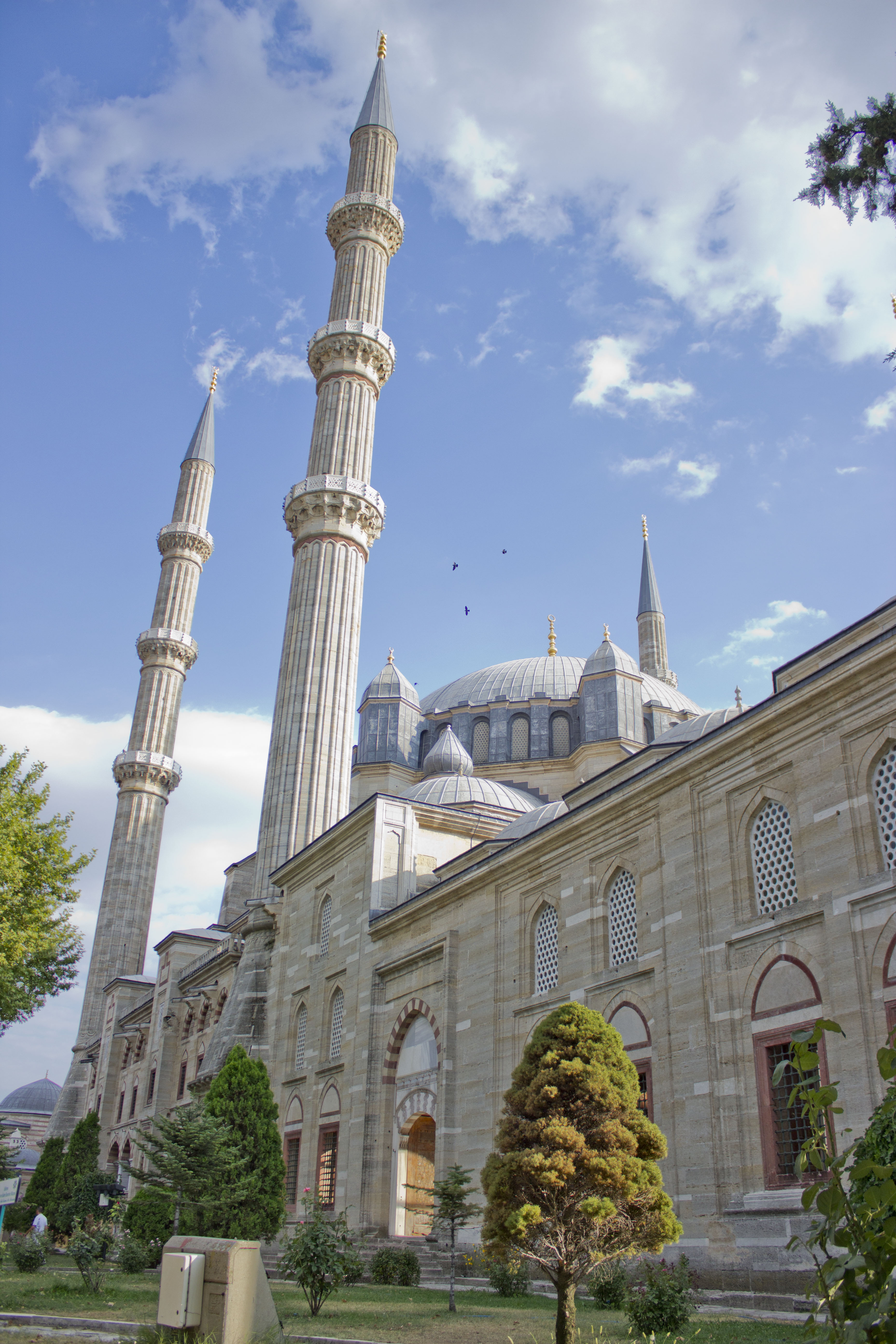
Nhà thờ Hồi giáo Selimiye - Edirne

Nhà thờ Hồi giáo Şehzade là nhà thờ đầu tiên trong số các nhà thờ Hồi giáo lớn do Sinan tạo ra. Nhà thờ Hồi giáo Mihrimah Sultan, còn được gọi là Nhà thờ Hồi giáo Üsküdar Quay, được hoàn thành trong cùng năm và có thiết kế ban đầu với mái vòm chính được hỗ trợ bởi ba nửa mái vòm. Khi Sinan 70 tuổi, ông đã hoàn thành khu phức hợp Nhà thờ Hồi giáo Süleymaniye. Tòa nhà này, nằm trên một trong những ngọn đồi của Istanbul đối diện với Golden Horn, và được xây dựng với tên Süleyman the Magnificent, là một trong những di tích biểu tượng của thời kỳ. Đường kính của mái vòm, vượt quá 31 m (102 ft) của Nhà thờ Hồi giáo Selimiye mà Sinan hoàn thành khi ông 80 tuổi, là ví dụ nổi bật nhất về mức độ thành tựu mà Sinan đạt được. Mimar Sinan đạt đến đỉnh cao nghệ thuật của mình với thiết kế, kiến trúc, đồ trang trí bằng gạch và tay nghề đá trên đất được trưng bày tại Selimiye.
Một lĩnh vực kiến trúc khác nơi Sinan tạo ra những thiết kế độc đáo là lăng mộ của ông. Lăng mộ của Şehzade Mehmed nổi tiếng với trang trí bên ngoài và mái vòm lát cắt. Lăng mộ Rüstem Paşa là một cấu trúc rất hấp dẫn theo phong cách cổ điển. Lăng mộ của Süleyman the Magnificent là một thử nghiệm thú vị, với thân hình bát giác và mái vòm phẳng. Lăng Selim II có mặt bằng hình vuông và là một trong những ví dụ điển hình nhất về kiến trúc lăng mộ Thổ Nhĩ Kỳ. Mặt khác, lăng mộ của Sinan, nằm ở phía đông bắc của quần thể Süleymaniye, là một công trình kiến trúc rất đơn giản.
Sinan đã kết hợp nhuần nhuyễn nghệ thuật với chủ nghĩa công năng trong những cây cầu mà ông đã xây dựng. Lớn nhất trong số này là Cầu Büyükçekmece dài gần 635 m (2.083 ft). Các ví dụ quan trọng khác là Cầu Ailivri, Cầu Cũ ở Svilengrad trên Maritsa, Cầu Lüleburgaz (Sokullu Mehmet Pasha) trên Sông Lüleburgaz, Cầu Sinanlı trên sông Ergene và Cầu Mehmed Paša Sokolović trên sông Drina ở Bosnia và Herzegovina.
Trong khi Sinan đang duy trì và cải thiện hệ thống cấp nước của Istanbul, ông đã xây dựng các cầu dẫn nước hình vòm tại một số địa điểm trong thành phố. Vòm Mağlova trên sông Alibey, dài 257 m (843 ft) và cao 35 m (115 ft), có hai tầng vòm và là một trong những ví dụ tốt nhất về loại này.
Khi bắt đầu sự nghiệp của Sinan, kiến trúc Ottoman rất thực dụng. Các tòa nhà là sự lặp lại của các kiểu cũ và dựa trên các quy hoạch thô sơ. Chúng là một tập hợp các bộ phận hơn là một khái niệm về một tổng thể. Một kiến trúc sư có thể phác thảo một kế hoạch cho một tòa nhà mới và một trợ lý hoặc quản đốc biết phải làm gì, vì những ý tưởng mới lạ là điều không thể tránh khỏi. Hơn nữa, các kiến trúc sư đã sử dụng một mức độ an toàn quá lớn trong thiết kế của họ, dẫn đến việc sử dụng lãng phí vật liệu và nhân công. Sinan sẽ dần thay đổi tất cả những điều này. Ông đã chuyển đổi các thực hành kiến trúc đã có, khuếch đại và biến đổi các truyền thống bằng cách bổ sung các đổi mới, cố gắng tiếp cận sự hoàn hảo.

### Những năm đầu (đến giữa những năm 1550): thời gian học việc

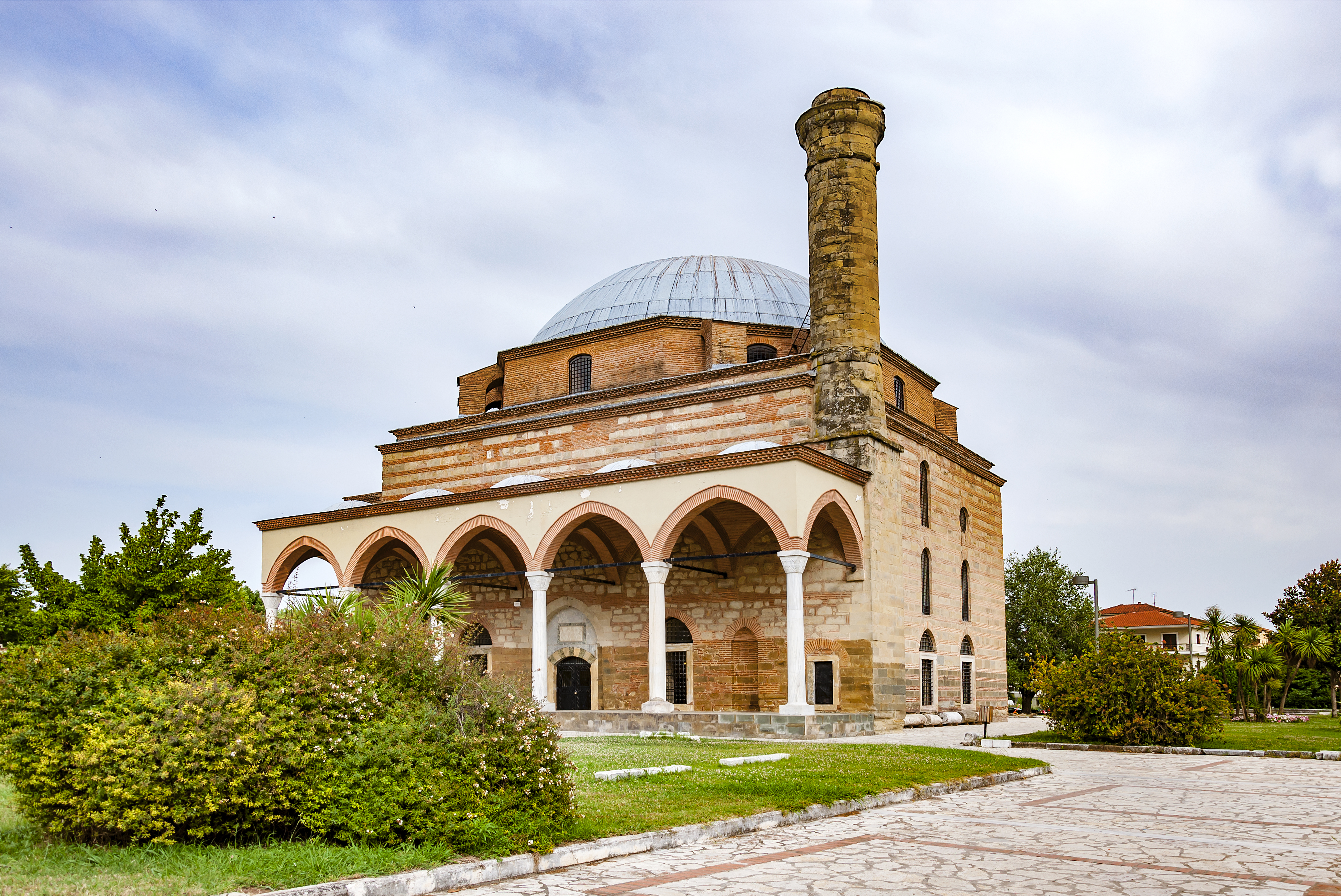
Nhà thờ Hồi giáo Osman Shah ở Trikala

Trong những năm này, ông tiếp tục mô hình kiến trúc Ottoman truyền thống, nhưng dần dần ông bắt đầu khám phá các khả năng khác, bởi vì trong thời gian binh nghiệp của mình, ông đã có cơ hội nghiên cứu các di tích kiến trúc ở các thành phố bị chinh phục ở châu Âu và Trung Đông.
Cơ hội đầu tiên của Sinan để thiết kế một tòa nhà lớn là Nhà thờ Hồi giáo Pasha Husrev và medresse đôi ở Aleppo, Syria. Nó được xây dựng vào mùa đông năm 1536-1537 cho tổng tư lệnh của ông và thống đốc của Aleppo giữa hai chiến dịch quân đội. Nó được xây dựng một cách vội vàng và điều này thể hiện rõ qua sự thô thiển trong thi công và trang trí thô sơ.

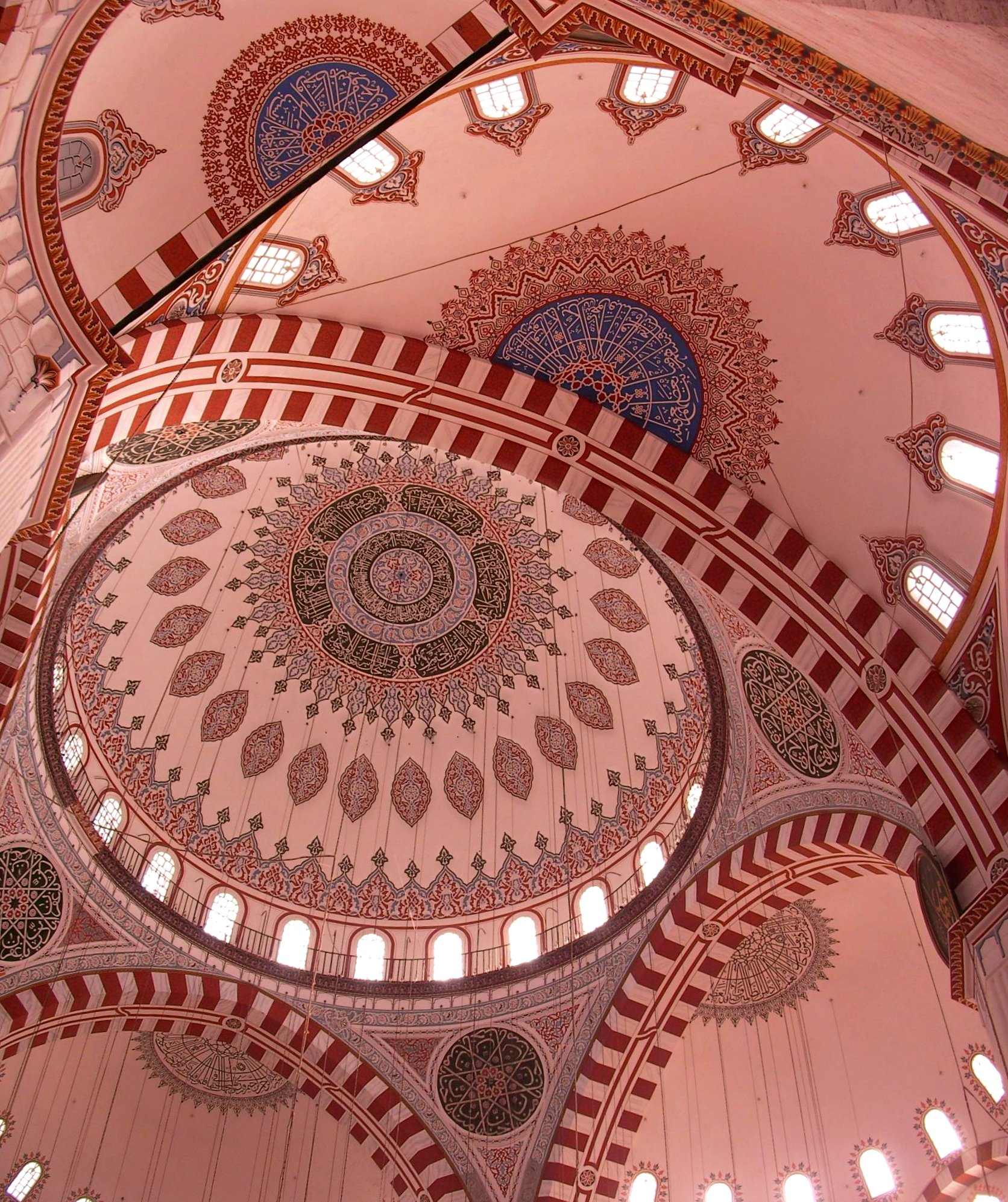
Nhà thờ Hồi giáo Ṣehzade Mehmed

Nhiệm vụ chính đầu tiên của ông với tư cách là kiến trúc sư hoàng gia là xây dựng Khu phức hợp Haseki Sultan cho Hurrem Sultan, vợ của quốc vương, Suleiman the Magnificent. Sinan phải tuân theo những kế hoạch mà những người tiền nhiệm đã vạch ra. Sinan vẫn giữ cách sắp xếp truyền thống của không gian có sẵn mà không có bất kỳ sự đổi mới nào. Tuy nhiên, nó đã được xây dựng tốt hơn nhà thờ Hồi giáo Aleppo và nó thể hiện một sự sang trọng nhất định. Tuy nhiên, nó đã phải trải qua nhiều lần phục hình. Sinan được cho là đã xây dựng một tháp phòng thủ ở Vlorë, nam Albania, vào năm 1537, rất giống với Tháp Trắng của Thessaloniki, cũng như Nhà thờ Hồi giáo Muradie, trong thời gian Suleiman the Magnificent ở lại thị trấn để chuẩn bị cho chuyến thám hiểm của mình về phía Ý.
Năm 1541, ông khởi công xây dựng lăng mộ (türbe) của Đại đô đốc Hayreddin Barbarossa. Nó nằm trên bờ biển Beşiktaş ở phần châu Âu của Istanbul, tại địa điểm mà hạm đội của ông từng tập kết. Thật kỳ lạ, vị đô đốc không được chôn cất ở đó mà trong türbe của ông bên cạnh nhà thờ Hồi giáo Iskele. Lăng mộ này đã bị bỏ bê nghiêm trọng kể từ đó.
Mihrimah Sultan, con gái duy nhất của Suleiman và Hurrem và vợ của Grand Vizier Rüstem Pasha đã giao cho Sinan ủy thác xây dựng một nhà thờ Hồi giáo với medrese (trường cao đẳng), một imaret (bếp nấu súp) và một mekteb sibyan (trường Qur'an) ở Üsküdar. Quán rượu không còn tồn tại. Đây Mosque Iskele (hoặc Jetty nhà thờ Hồi giáo) đã cho thấy một số điểm nổi bật của phong cách trưởng thành Sinan: a, cao vòm tầng hầm, tháp mảnh mai, đơn vòm rộng rãi baldacchino, hai bên là ba bán mái vòm kết thúc bằng ba exedrae và một đôi rộng hiên. Việc xây dựng hoàn thành vào năm 1548. Việc xây dựng một cổng đôi không phải là lần đầu tiên trong kiến trúc Ottoman, nhưng nó đã tạo ra một xu hướng cho các nhà thờ Hồi giáo đồng quê nói riêng và các nhà thờ Hồi giáo viziers nói riêng. Rüstem Pasha và Mihrimah đã yêu cầu họ sau đó trong ba nhà thờ Hồi giáo của họ ở Constantinople và trong Nhà thờ Hồi giáo Rüstem Pasha ở Tekirdağ. Portico bên trong theo truyền thống có các thủ đô bằng thạch nhũ trong khi portico bên ngoài có các thủ đô với các hoa văn chevron (baklava).
Khi vua Suleiman the Magnificent trở về từ một chiến dịch Balkan khác, ông nhận được tin con trai mình Ṣehzade Mehmed đã qua đời ở tuổi hai mươi hai. Vào tháng 11 năm 1543, không lâu sau khi Sinan bắt đầu xây dựng Nhà thờ Hồi giáo Iskele, nhà vua đã ra lệnh cho Sinan xây dựng một nhà thờ Hồi giáo lớn mới với khu phức hợp liền kề để tưởng nhớ người con trai yêu thích của mình. Nhà thờ Hồi giáo Şehzade này sẽ trở nên lớn hơn và đầy tham vọng hơn những nhà thờ trước của ông. Các nhà sử học kiến trúc coi thánh đường này là kiệt tác đầu tiên của Sinan. Bị ám ảnh bởi khái niệm về một mái vòm lớn ở trung tâm, Sinan đã chuyển sang kế hoạch xây dựng các nhà thờ Hồi giáo như Nhà thờ Hồi giáo Fatih Pasha ở Diyarbakır hoặc Nhà thờ Hồi giáo Piri Pasha ở Hasköy. Ông hẳn đã đến thăm cả hai nhà thờ Hồi giáo trong chiến dịch Ba Tư của mình. Sinan đã xây dựng một nhà thờ Hồi giáo với một mái vòm trung tâm, lần này có bốn nửa mái vòm bằng nhau. Cấu trúc thượng tầng này được hỗ trợ bởi bốn trụ tháp hình bát giác có hình bát giác khổng lồ, nhưng vẫn trang nhã, độc lập và bốn trụ cầu được kết hợp trong mỗi bức tường bên. Ở các góc, phía trên mái nhà, bốn tháp pháo đóng vai trò neo giữ ổn định. Khái niệm mạch lạc này đã khác biệt rõ rệt so với các kế hoạch bổ sung của kiến trúc Ottoman truyền thống. Sedefkar Mehmed Agha sau đó đã sao chép khái niệm về các trụ cầu có rãnh trong Nhà thờ Hồi giáo Sultan Ahmed của mình với nỗ lực làm sáng tỏ vẻ ngoài của chúng. Sinan đã bác bỏ giải pháp này trong các nhà thờ Hồi giáo tiếp theo của mình.

### Giữa những năm 1550 đến 1570: giai đoạn đạt chuẩn
Đến năm 1550, Suleiman the Magnificent ở đỉnh cao quyền lực của mình. Sau khi xây dựng một nhà thờ Hồi giáo cho con trai của mình, ông cảm thấy đã đến lúc phải xây dựng nhà thờ Hồi giáo hoàng gia của riêng mình, một tượng đài lâu đời lớn hơn tất cả những cái khác, được xây dựng trên một sườn đồi dốc thoai thoải thống trị Sừng Vàng. Tiền không thành vấn đề, vì vị vua này đã tích lũy được một kho báu từ chiến lợi phẩm của mình ở châu Âu và Trung Đông. Ông đã ra lệnh cho Sinan xây dựng một nhà thờ Hồi giáo, Süleymaniye, được bao quanh bởi một külliye bao gồm bốn trường cao đẳng, một nhà bếp súp, một bệnh viện, một nhà tị nạn, một hamam, một caravanserai và một nhà tế bần cho du khách (tabhane). Sinan, hiện đang đứng đầu một bộ phận đáng gờm với rất nhiều trợ lý, đã hoàn thành nhiệm vụ đáng gờm này trong bảy năm. Trước Süleymaniye, không có nhà thờ Hồi giáo nào được xây dựng với mái nửa khối. Ông lấy ý tưởng thiết kế mái nửa khối từ Hagia Sophia. Qua sự hoành tráng này   thành tựu, Sinan nổi lên từ sự ẩn danh của những người tiền nhiệm. Sinan hẳn đã biết ý tưởng của kiến trúc sư thời Phục hưng Leone Battista Alberti (người đã từng nghiên cứu De Architectura bởi kiến trúc sư và kỹ sư người La Mã Vitruvius), vì ông cũng quan tâm đến việc xây dựng nhà thờ lý tưởng, phản ánh sự hài hòa thông qua sự hoàn hảo của hình học trong kiến trúc.. Tuy nhiên, trái ngược với các đối tác phương Tây của mình, Sinan quan tâm đến việc đơn giản hóa hơn là làm chi tiết hóa. Ông cố gắng đạt được âm lượng lớn nhất dưới một mái vòm trung tâm duy nhất. Mái vòm dựa trên hình tròn, một hình dạng hình học hoàn hảo đại diện, một cách trừu tượng, một vị Thần hoàn hảo. Sinan đã sử dụng các mối quan hệ hình học tinh tế, sử dụng bội số của hai khi tính toán các tỷ lệ và tỷ lệ các tòa nhà của mình. Tuy nhiên, trong giai đoạn sau, ông cũng sử dụng các vạch chia ba hoặc tỷ lệ hai đến ba khi tính chiều rộng và tỷ lệ của các mái vòm, chẳng hạn như Nhà thờ Hồi giáo Sokollu Mehmed Pasha ở Kadırga.
Trong khi hoàn toàn bận rộn với việc xây dựng Süleymaniye, Sinan hoặc cấp dưới của mình đã vạch ra kế hoạch và đưa ra hướng dẫn cho nhiều công trình khác. Sinan đã xây dựng một nhà thờ Hồi giáo cho Grand Vizier Pargalı İbrahim Pasha và một lăng mộ (türbe) tại Silivrikapı (Constantinople) vào năm 1551.

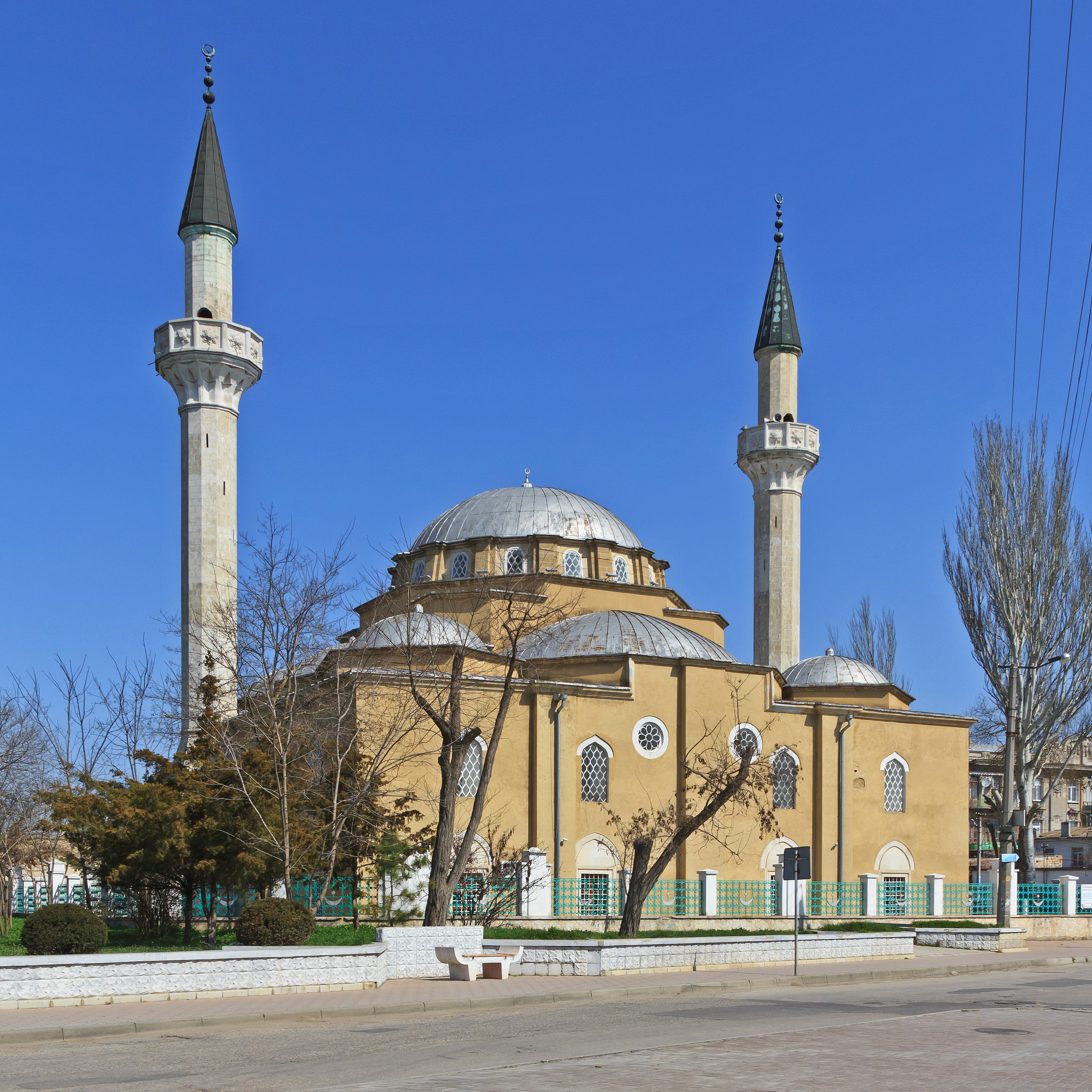
Nhà thờ Hồi giáo Juma-Jami (Nhà thờ Hồi giáo Han), Yevpatoria, Crimea

Grand Vizier tiếp theo, Rüstem Pasha đã trao cho Sinan một số tiền hoa hồng nữa. Năm 1550, ông xây một quán trọ lớn (han) ở quận Galata của Istanbul. Khoảng mười năm sau, ông xây dựng một han khác ở Edirne, và giữa năm 1544 và 1561 nhà Taṣ Han ở Erzurum. Ông đã thiết kế một đoàn lữ hành ở Eregli và một madrasah hình bát giác ở Constantinople.
Giữa năm 1553 và 1555, Sinan đã xây dựng Nhà thờ Hồi giáo Sinan Pasha tại Beşiktaş, một phiên bản nhỏ hơn của Nhà thờ Hồi giáo Üç Şerefeli tại Edirne, cho Đại đô đốc Sinan Pasha. Điều này một lần nữa chứng minh rằng Sinan đã nghiên cứu kỹ lưỡng công việc của các kiến trúc sư khác, đặc biệt là kể từ khi ông chịu trách nhiệm bảo trì các tòa nhà này. Ông sao chép mẫu cũ, cân nhắc về những điểm yếu trong công trình và cố gắng giải quyết vấn đề này bằng giải pháp của riêng mình. Năm 1554, Sinan sử dụng hình thức của nhà thờ Hồi giáo Sinan Pasha một lần nữa để xây dựng nhà thờ Hồi giáo cho Grand Vizier Kara Ahmet Pasha tiếp theo ở Constantinople, nhà thờ Hồi giáo hình lục giác đầu tiên của ông. Bằng cách sử dụng một kế hoạch hình lục giác, Sinan có thể giảm các mái vòm bên thành nửa mái vòm và đặt chúng ở các góc một góc 45 độ. Rõ ràng, Sinan phải đánh giá cao hình thức này, vì sau đó ông đã lặp lại nó trong các nhà thờ Hồi giáo như Nhà thờ Hồi giáo Sokollu Mehmed Pasha ở Kadırga và Nhà thờ Hồi giáo Atik Valide ở Üsküdar.
Năm 1556, Sinan xây dựng Haseki Hürrem Sultan Hamamı, thay thế các Nhà tắm cổ của Zeuxippus, hiện vẫn còn đứng gần Hagia Sophia. Đây sẽ trở thành một trong những hamams đẹp nhất mà ông từng xây dựng.
Năm 1559, ông xây dựng Cafer Ağa madrasah bên dưới tiền cảnh của Hagia Sophia. Cùng năm, ông bắt đầu xây dựng một nhà thờ Hồi giáo nhỏ cho Iskender Pasha tại Kanlıka, bên cạnh eo biển Bosphorus. Đây là một trong nhiều công trình nhỏ và thường lệ mà văn phòng Sinan nhận được trong những năm qua.

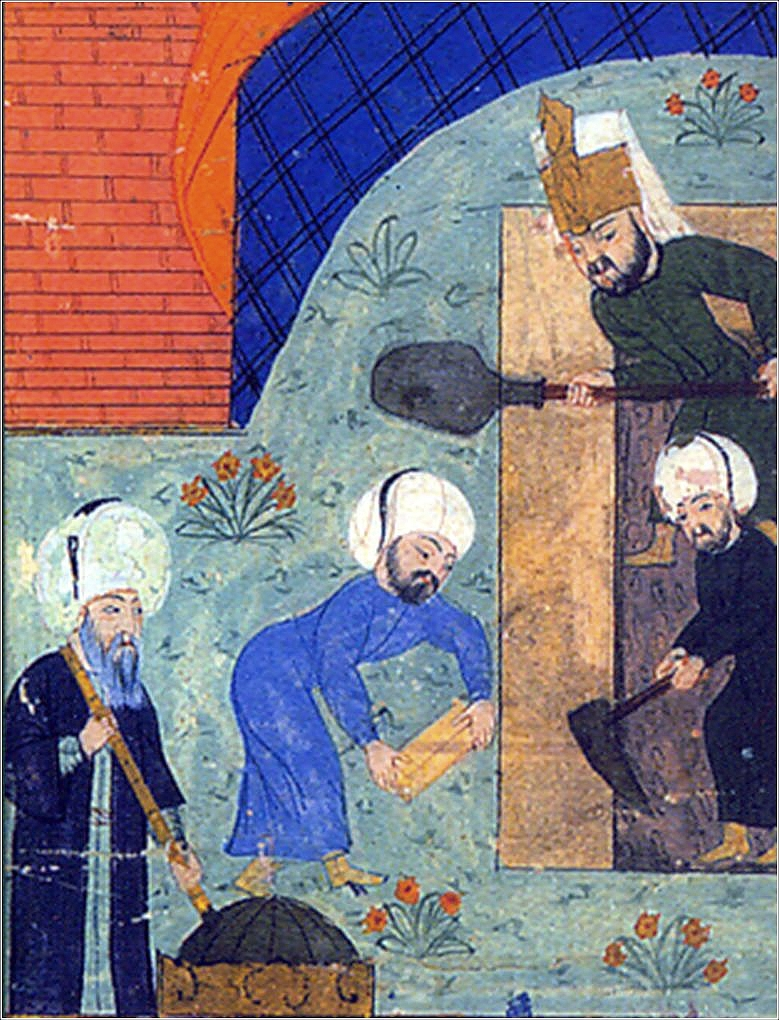
Có thể là Mimar Sinan (trái) tại lăng mộ của Suleiman the Magnificent, 1566

Năm 1561, khi Rüstem Pasha qua đời, Sinan bắt đầu xây dựng Nhà thờ Hồi giáo Rüstem Pasha, như một đài tưởng niệm được giám sát bởi người vợ góa của ông là Mihrimah Sultan. Nó nằm ngay bên dưới Süleymaniye. Lần này, hình thức trung tâm là hình bát giác, mô phỏng theo nhà thờ tu viện của các Thánh Sergius và Bacchus, với bốn mái vòm nhỏ được đặt ở các góc. Cùng năm, Sinan xây dựng một türbe cho Rüstem Pasha trong khu vườn của Nhà thờ Hồi giáo Şehzade, được trang trí bằng những viên gạch tốt nhất mà Iznik có thể sản xuất. Mihrimah Sultan, đã tăng gấp đôi tài sản sau cái chết của chồng, giờ muốn có một nhà thờ Hồi giáo của riêng mình. Sinan đã xây dựng Nhà thờ Hồi giáo Mihrimah tại Edirnekapı (Cổng Edirne) cho cô trên đỉnh cao nhất trong bảy ngọn đồi của Constantinople. Ông đã nâng nhà thờ Hồi giáo trên một nền có mái vòm, làm nổi bật địa điểm trên đỉnh đồi của nó. Có một số suy đoán liên quan đến ngày tháng; cho đến gần đây, điều này được cho là giữa năm 1540 và 1540, nhưng bây giờ nó thường được chấp nhận là giữa năm 1562 và 1565. Sinan, quan tâm đến sự hùng vĩ, đã xây dựng một nhà thờ Hồi giáo theo một trong những thiết kế giàu trí tưởng tượng nhất của mình, sử dụng các hệ thống hỗ trợ mới và không gian bên để tăng diện tích có sẵn cho các cửa sổ. Ông đã xây dựng một mái vòm trung tâm cao 37 m (121 ft) và rộng 20 m (66 ft), được hỗ trợ bởi mặt dây chuyền, trên một đế vuông có hai phòng trưng bày bên, mỗi phòng có ba cupolas. Ở mỗi góc của quảng trường này là một bến tàu khổng lồ, được kết nối với những mái vòm bao la, mỗi bên có 15 cửa sổ lớn và bốn cửa sổ hình tròn, tràn ngập ánh sáng bên trong. Phong cách của tòa nhà mang tính cách mạng này gần với phong cách Gothic như cấu trúc Ottoman cho phép.
Năm 1566 Sinan hoàn thành Nhà thờ Hồi giáo Banya Bashi ở Sofia, Bulgaria, hiện là nhà thờ Hồi giáo còn hoạt động duy nhất trong thành phố. Nhà thờ Hồi giáo đầu tiên của ông ở Sofia được xây dựng vào năm 1528; thường được gọi là Nhà thờ Hồi giáo Imaret hoặc Nhà thờ Hồi giáo Đen do màu tối của đá xây dựng, nó đã bị hư hại bởi một trận động đất và bị bỏ hoang vào thế kỷ XIX.
Vào những năm 1560, ông đã xây dựng hệ thống cấp nước Kirkcesme cho Istanbul. Nó được xem như một kiệt tác trong công việc của ông. Nó kéo dài 55 km và bao gồm 35 cây cầu dẫn nước, 4 trong số đó đáng chú ý về chiều cao (lên đến 35m) cũng như chiều dài của chúng (lên đến 700m).
Giữa năm 1560 và 1566 Sinan đã xây dựng một nhà thờ Hồi giáo ở Constantinople cho Zal Mahmud Pasha trên một sườn đồi bên ngoài Ayvansaray. Sinan chắc chắn đã lên kế hoạch và một phần giám sát việc xây dựng, nhưng để việc xây dựng ở những khu vực nhỏ hơn cho những người kém năng lực hơn, vì Sinan và những trợ lý có khả năng nhất của ông sắp bắt đầu kiệt tác của ông, Nhà thờ Hồi giáo Selimiye ở Edirne. Ở bên ngoài, nhà thờ Hồi giáo vươn cao, với bức tường phía đông của nó được xuyên thủng bởi bốn tầng cửa sổ. Điều này mang lại cho nhà thờ Hồi giáo một khía cạnh của một cung điện hoặc thậm chí một khối căn hộ. Bên trong, có ba phòng trưng bày rộng làm cho nội thất trông nhỏ gọn. Độ nặng của cấu trúc này làm cho mái vòm trông cao ngất ngưởng. Các phòng trưng bày này giống như một buổi thử sơ bộ cho các phòng trưng bày của Nhà thờ Hồi giáo Selimiye.

### Giai đoạn từ năm 1570 đến khi ông qua đời: giai đoạn bậc thầy

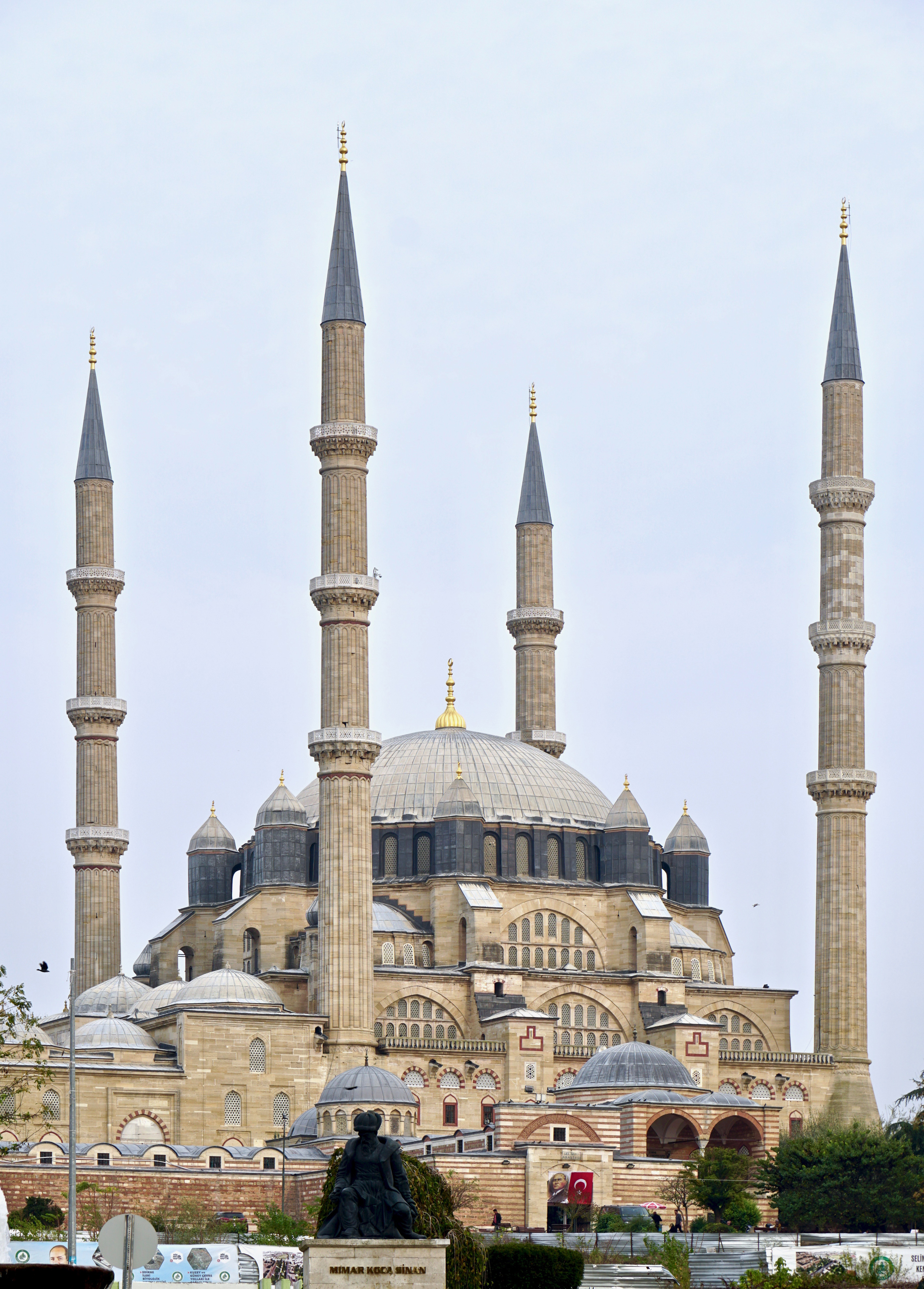
Nhà thờ Hồi giáo Selimiye, được Sinan xây dựng vào năm 1575. Edirne, Thổ Nhĩ Kỳ.

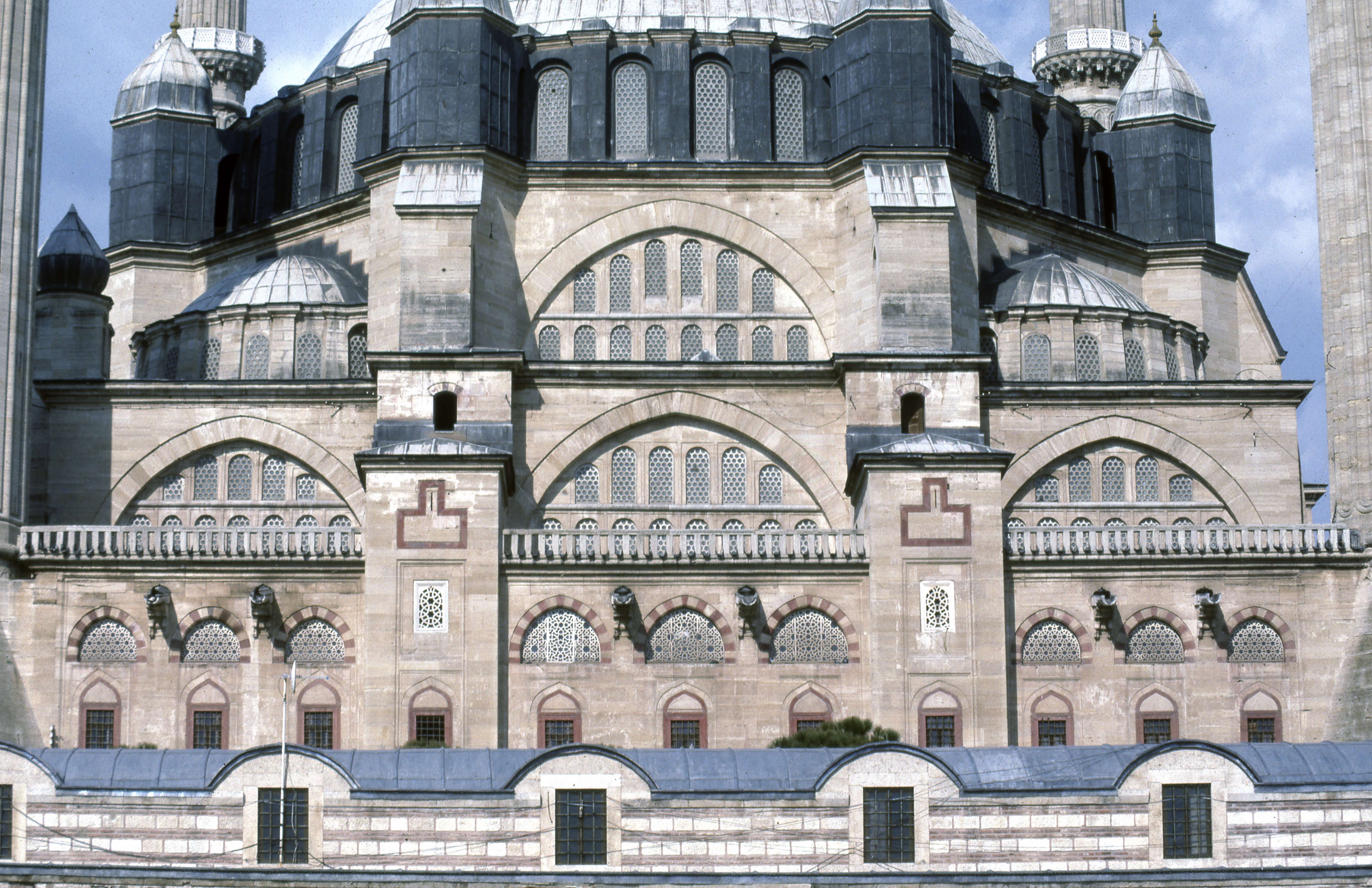
Chi tiết nhà thờ Hồi giáo Selimiye.

Trong giai đoạn cuối của cuộc đời, Sinan đã cố gắng tạo ra nội thất thống nhất và cực kỳ trang nhã. Để đạt được điều này, ông đã loại bỏ tất cả các không gian phụ không cần thiết bên ngoài các trụ đỡ của mái vòm trung tâm. Điều này có thể được nhìn thấy trong Nhà thờ Hồi giáo Sokollu Mehmed Pasha ở Kadırga, Istanbul (1571–1572) và trong nhà thờ Hồi giáo Selimiye ở Edirne. Trong các tòa nhà khác trong thời kỳ cuối cùng của mình, Sinan đã thử nghiệm các phương pháp xử lý không gian và tranh tường là điểm mới trong kiến trúc Ottoman cổ điển.
Theo ông từ cuốn tự truyện " Tezkiretü'l Bünyan ", kiệt tác của ông là Nhà thờ Hồi giáo Selimiye ở Edirne. Thoát khỏi những khuyết tật của kiến trúc Ottoman truyền thống, nhà thờ Hồi giáo này đánh dấu đỉnh cao công việc của Sinan và của tất cả kiến trúc Ottoman cổ điển. Trong khi nó đang được xây dựng, câu nói của kiến trúc sư về " Bạn không bao giờ có thể xây một mái vòm lớn hơn mái vòm của Hagia Sophia và đặc biệt là những người theo đạo Hồi " là động lực chính của ông. Khi hoàn thành, Sinan tuyên bố rằng nó có mái vòm lớn nhất thế giới, bỏ lại Hagia Sophia. Trên thực tế, chiều cao mái vòm so với mặt đất thấp hơn và đường kính hầu như không lớn hơn (0,5 mét, khoảng 2 feet) so với Hagia Sophia hơn một thiên niên kỷ. Tuy nhiên, đo từ cơ sở của nó, mái vòm của Selimiye cao hơn. Sinan đã hơn 80 năm tuổi khi tòa nhà hoàn thành. Trong nhà thờ Hồi giáo này, cuối cùng ông đã nhận ra mục đích của mình là tạo ra nội thất mái vòm tối ưu, hoàn toàn thống nhất: một chiến thắng của không gian thống trị nội thất. Ông đã sử dụng lần này một mái vòm trung tâm hình bát giác (rộng 31,28 m và cao 42 m), được hỗ trợ bởi tám trụ voi bằng đá cẩm thạch và đá granit. Những giá đỡ này thiếu bất kỳ chữ viết hoa nào nhưng có các nút vặn hoặc bàn điều khiển ở đỉnh của chúng, dẫn đến hiệu ứng quang học khiến các vòm dường như phát triển không thể tách rời khỏi các trụ. Bằng cách đặt các phòng trưng bày bên ra xa, ông đã tăng hiệu ứng ba chiều. Nhiều cửa sổ trong các bức tường ngăn tràn ngập ánh sáng bên trong. Các bán mái vòm có bốt được đặt ở bốn góc của hình vuông dưới mái vòm. Trọng lượng và sức căng bên trong được che giấu, tạo ra một hiệu ứng thoáng mát và thanh lịch hiếm thấy dưới mái vòm trung tâm. Bốn tháp (cao 83 m) ở các góc của sảnh cầu nguyện là cao nhất trong thế giới Hồi giáo, làm nổi bật tư thế thẳng đứng của nhà thờ Hồi giáo vốn đã thống trị thành phố này.

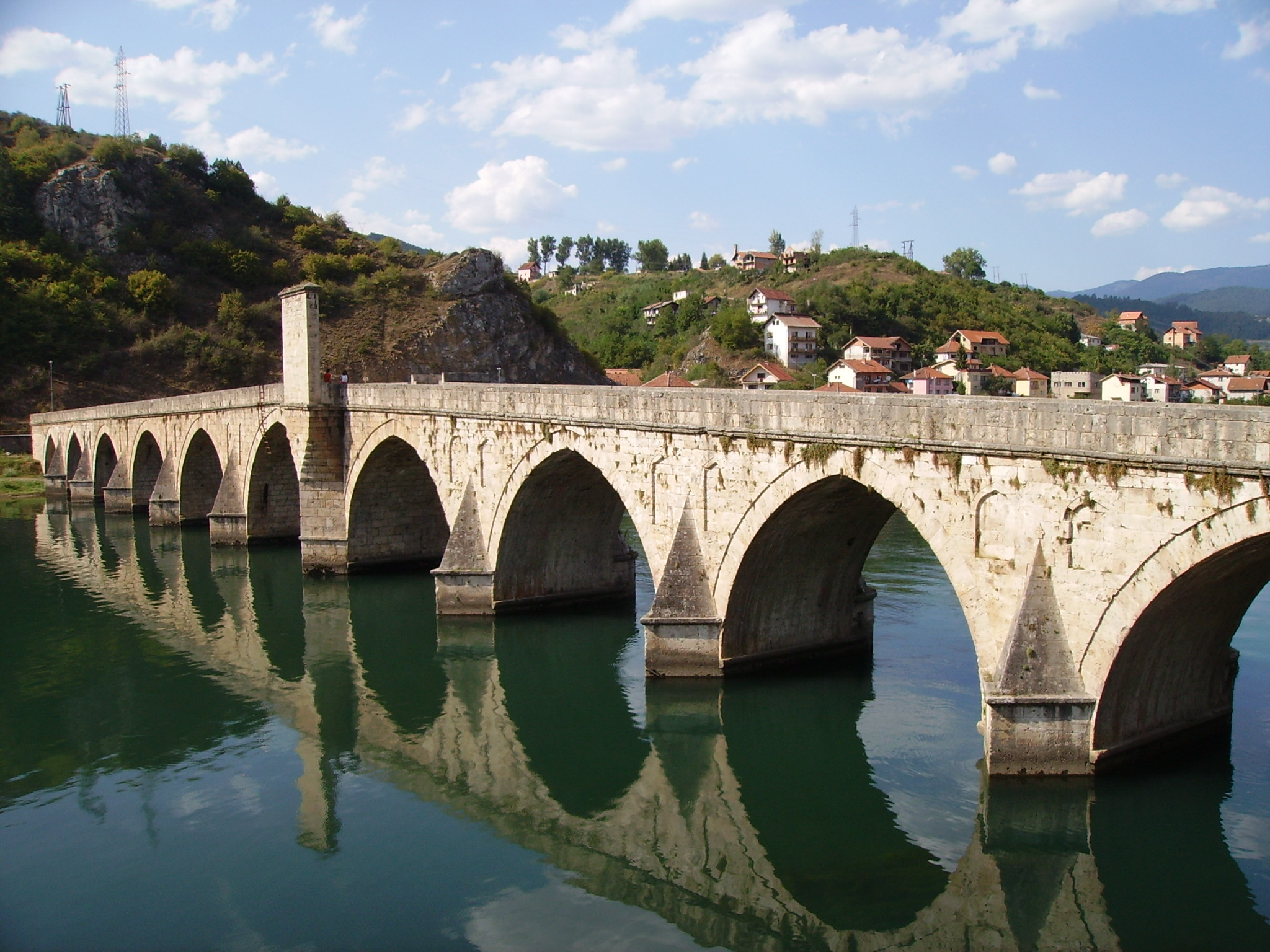
Cầu Mehmed Paša Sokolović được UNESCO công nhận, do Sinan xây dựng vào năm 1577. Višegrad, Bosnia.

Ông cũng thiết kế các Taqiyya al-Sulaimaniyya khan và nhà thờ Hồi giáo ở Damascus, vẫn được coi là một trong những di tích nổi tiếng của thành phố. Ông cũng đã xây dựng Cầu Mehmed Paša Sokolović ở Višegrad bắc qua sông Drina ở phía đông Bosnia và Herzegovina, hiện đã được UNESCO công nhận là Di sản Thế giới.

### Kết luận

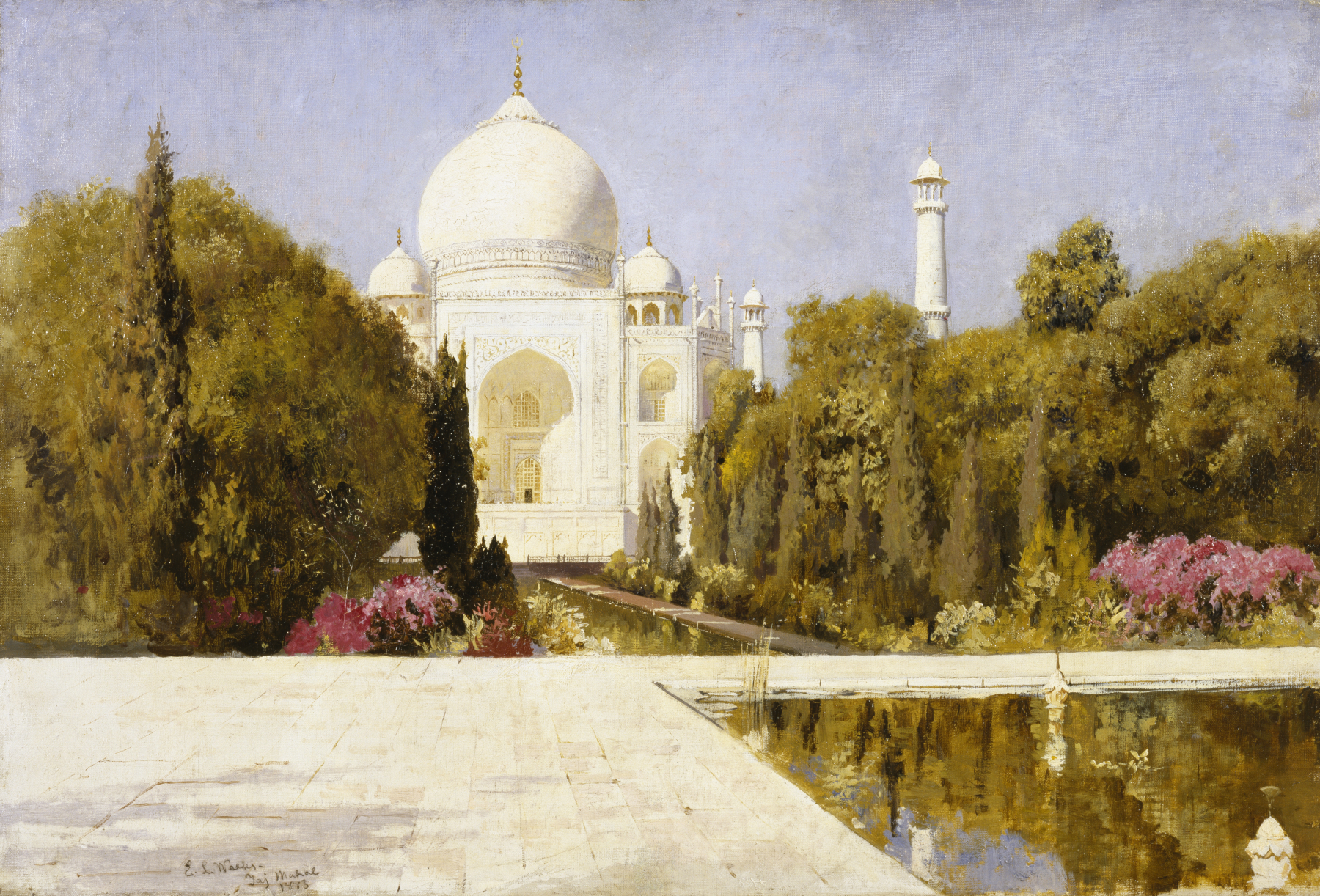
Các khái niệm kiến trúc của Mimar Sinan đã được Shah Jahan đưa vào thiết kế của Taj Mahal., trong Đế chế Mughal.

Khi bắt đầu sự nghiệp của mình với tư cách là một kiến trúc sư, Sinan đã phải đối mặt với một kiến trúc mái vòm truyền thống, lâu đời. Việc được đào tạo như một kỹ sư quân đội đã khiến ông tiếp cận kiến trúc từ quan điểm thực nghiệm, thay vì từ quan điểm lý thuyết. Ông bắt đầu thử nghiệm thiết kế và kỹ thuật các cấu trúc một mái vòm và nhiều mái vòm. Mimar Sinan đã cố gắng đạt được độ tinh khiết hình học mới, tính hợp lý và tính toàn vẹn về không gian trong cấu trúc và thiết kế của các nhà thờ Hồi giáo. Thông qua tất cả những điều này, ông đã thể hiện sự sáng tạo của mình và mong muốn tạo ra một không gian thống nhất, rõ ràng. Ông bắt đầu phát triển một loạt các biến thể trên các mái vòm, bao quanh chúng theo những cách khác nhau với bán mái vòm, cầu tàu, tường chắn và các dãy phòng trưng bày khác nhau. Các mái vòm và mái vòm của ông có dạng cong, nhưng ông đã tránh các yếu tố cong trong phần còn lại của thiết kế của mình, biến hình tròn của mái vòm thành một hệ thống hình chữ nhật, lục giác hoặc bát giác. Ông đã cố gắng để có được sự hài hòa hợp lý giữa thành phần hình chóp bên ngoài của các bán mái vòm, đỉnh cao là một mái vòm không trống duy nhất và không gian bên trong nơi mái vòm trung tâm này tích hợp không gian theo chiều dọc thành một thể thống nhất. Thiên tài của ông nằm ở cách tổ chức không gian này và giải quyết những căng thẳng do thiết kế tạo ra. Ông là một nhà sáng tạo trong việc sử dụng trang trí và các họa tiết, kết hợp chúng vào các hình thức kiến trúc nói chung. Ông đã làm nổi bật trung tâm bên dưới mái vòm trung tâm bằng cách tràn ngập ánh sáng từ nhiều cửa sổ. Ông đã kết hợp các nhà thờ Hồi giáo của mình một cách hiệu quả vào một khu phức hợp (külliye), phục vụ nhu cầu của cộng đồng như một trung tâm trí tuệ, một trung tâm cộng đồng và phục vụ các nhu cầu xã hội và các vấn đề sức khỏe của tín đồ.
Khi Sinan qua đời, kiến trúc Ottoman cổ điển đã đạt đến đỉnh cao. Không người kế vị nào có đủ năng khiếu để thiết kế tốt hơn nhà thờ Hồi giáo Selimiye và phát triển nó hơn nữa. Các sinh viên của ông đã rút lui về các mô hình trước đó, chẳng hạn như nhà thờ Hồi giáo Şehzade. Phát minh biến mất và suy giảm bắt đầu.

## Số lượng công trình
Trong suốt nhiệm kỳ 50 năm với vai trò kiến trúc sư trưởng của đế quốc, Sinan được cho là đã xây dựng và giám sát 476 tòa nhà (196 trong số đó vẫn còn tồn tại đến ngày nay), theo như danh sách chính thức các công trình của ông, Tazkirat-al-Abniya. Ông không thể thiết kế tất cả chúng, nhưng ông dựa trên kỹ năng của những người dưới quyền mình. Ông có tên và chịu trách nhiệm với tác phẩm của họ. Vì là một janissary, và do đó là nô lệ của Sultan, trách nhiệm chính của ông là đối với Sultan. Trong thời gian rảnh, ông cũng thiết kế những tòa nhà dành cho đại thần. Ông giao cho trợ lý các công trình kém quan trọng hơn tại các tỉnh.

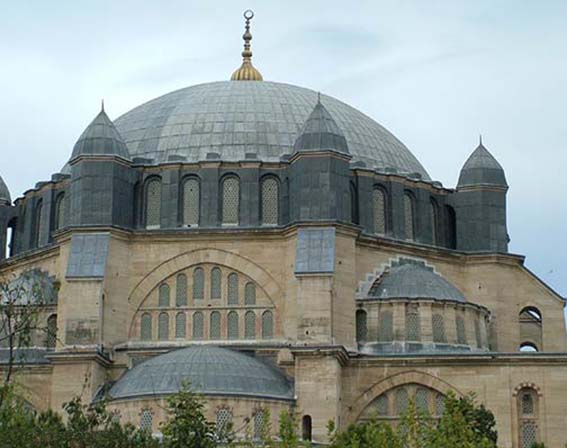
Thánh đường Hồi giáo, do Sinan xây dựng năm 1575. Edirne, Thổ Nhĩ Kỳ.

- 94 thánh đường Hồi giáo lớn (camii),
- 57 trường đại học,
- 52 thánh đường Hồi giáo nhỏ (mescit),
- 48 nhà tắm (hamam).
- 35 cung điện (saray),
- 22 lăng tẩm (türbe),
- 20 caravanserai (kervansaray; han), tức là khách sạn lớn
- 17 nhà bếp công cộng (imaret),
- 8 cây cầu,
- 8 nhà kho và vựa lúa
- 7 trường Koran (medrese),
- 6 cống,
- 3 bệnh viện (darüşşifa)